# Universiteit van Bourges
De Universiteit van Bourges werd gesticht in 1463 en bestond tot de Franse Revolutie. Het was een studium generale waarvan vooral de rechtsfaculteit vermaard was. Sinds 1968 is er in de stad weer een campus, behorend tot de Universiteit van Orléans.

## Geschiedenis
De universiteit van Bourges werd opgericht door koning Lodewijk XI op verzoek van zijn broer, hertog Karel van Berry. Paus Paulus II verleende op 12 december 1464 de autorisatie. Onder meer omdat het Parlement van Parijs tegenwerkte, duurde de opening nog tot 1470. 
Aanvankelijk was de universiteit gevestigd in het Hôtel-Dieu, een instelling die zelf vanaf 1487 verhuisde naar een nieuwbouw. Het volledige aanbod van vijf faculteiten was aanwezig: artes, theologie, geneeskunde, kerkelijk recht en burgerlijk recht. In de beginperiode werden nauwelijks goede professoren gevonden. Door tussenkomst van de koninklijke familie, in de personen van Marguerite van Angoulême en Marguerite van Valois, alsook van kanselier Michel de l'Hospital, deed de stad een financiële inspanning en werd bijvoorbeeld de Italiaanse rechtsgeleerde Andrea Alciato aangetrokken. 
Tijdens zijn korte verblijf (1529-1533) introduceerde Alciato het juridisch humanisme, wat de civiele rechtsfaculteit van Bourges blijvend aanzien bezorgde. Na zijn vertrek werd hij opgevolgd door rechtsgeleerden als Éguiner Baron, François Douaren, François Baudouin, Hugues Doneau en Jacques Cujas. Aan de universiteit vestigde zich een protoreformatisch klimaat, dat niet zonder invloed bleef op studenten als Jean Calvin en Théodore de Bèze. 
Initieel telde de universiteit vier naties: Frankrijk, Berry, Aquitanië en Touraine. Ook kwamen veel Duitsers en Schotten in Bourges studeren. De Duitsers mochten in 1621 een Germaanse natie oprichten.
De Bartholomeusnacht bracht in 1572 een slag toe aan de bloei van Bourges, aangezien de meeste professoren protestants waren. Toch bleef de rechtsfaculteit zeker tot het midden van de 17e eeuw intellectueel levendig. De neergang deed zich voor met de Negenjarige Oorlog, die ervoor zorgde dat veel Duitse studenten wegbleven. 
Na de opheffing tijdens de Franse Revolutie vestigden zich in de 19e eeuw een aantal hogescholen in Bourges. In 1968 opende de Universiteit van Orléans een Institut Universitaire de Technologie (IUT) in Bourges, gevolgd door antennes voor rechten (1993), wetenschappen en onderwijs.

## Professoren
- Andrea Alciato
- Jacques Amyot
- Barthélémy Aneau
- François Baudouin
- Éguiner-François Baron
- Nicolas Bohier
- Jacques Cujas
- François Douaren
- Antoine Gautier
- François Hotman
- Hugues Doneau
- Henry Scrimgeour
- Melchior Wolmar

## Alumni
- Hubert van Giffen
- Raoul Adrien
- Patrick Adamson
- Heinrich Fugger
- Hermann Ludwig von Wittelsbach
- Konrad Peutinger
- William Barclay
- Théodore de Bèze
- Germain Colladon
- Johannes Calvijn
- Antoine Loysel
- Janus Secundus (Jan Everaerts)
- Conrad Gesner
- François du Jon
- Jacques-Auguste de Thou
- Johan van Oldenbarnevelt